# Franciszek Dzierżek
Franciszek Dzierżek herbu Nieczuja (zm. w 1686 roku) – łowczy żydaczowski w latach 1672–1674.
W 1674 roku był elektorem Jana III Sobieskiego z województwa ruskiego.